# Río Areco
El río Areco es un curso fluvial situado en el norte de la provincia de Buenos Aires, centro-este de la Argentina. Hidrográficamente constituye un afluente del río Baradero, un brazo del río Paraná inferior.   

## Recorrido
El río Areco es un curso fluvial del norte de la provincia de Buenos Aires. Sus fuentes se encuentran en los partidos de Chacabuco y Salto. Se forma de la unión de dos arroyos: Los Ranchos y El Huncalito, en un área deprimida del partido de Carmen de Areco conocida como los bajos del Tatay. Posee un trayecto principal con orientación sudoeste noreste. Durante su recorrido recibe el aporte de numerosos arroyos de distinto caudal, siendo los principales el Giles, el Lavallén, el Tatay, el La Guardia y el complejo de la cañada Honda. 
Este curso fluvial posee las características típicas de un río de llanura, presentando un curso meandroso, generalmente con un ancho de entre 15 y 30 metros en su tramo medio, el que se eleva hasta 50 metros en proximidades de su desembocadura. Cada cierta distancia muestra algunos pequeños saltos de agua, fruto de que su lecho encuentra tramos duros integrados por vetas de tosca. Sus márgenes son netas, cortadas por pequeñas barrancas de entre 1 y 2 metros de altura.
Durante su discurrir el curso principal bordea dos ciudades: Carmen de Areco y San Antonio de Areco; además, dentro de su cuenca se encuentran numerosas localidades, entre las que destacan: San Andrés de Giles, Villa Lía, Santa Coloma, Vagués, Gouin, Duggan, Gahan, Los Ángeles, Heavy, Kenny, Tatay, etc.
En su recorrido pasa por estancias históricas que se encontraban en el Camino Real, como la «estancia La Bamba», la «estancia El Ombú» y la «estancia La Porteña», en donde Ricardo Güiraldes escribió la famosa novela gauchesca Don Segundo Sombra. Frente a este predio agropecuario vuelca sus desechos contaminantes una curtiembre.
Finalmente, luego de recorrer unos 124 km y en las coordenas: 33°55′59.68″S 59°16′17.94″O / -33.9332444, -59.2716500, el río Areco desemboca en el río Baradero (en realidad un brazo del río Paraná inferior que forma parte del delta homónimo), 2 km antes que este desemboque en el río Paraná de las Palmas. La unión del Areco y del Baradero se produce por la derecha de este último el cual allí presenta su profundidad máxima: 9 m,  frente al club de chacras «Estancia El Aduar».
El río Areco como límite jurisdiccional
En su tercio inferior, el río Areco pasa a ser el límite entre varios partidos de su cuenca.  Separa al partido de San Antonio de Areco —situado en su margen izquierda— de tres partidos: San Andrés de Giles, Capilla del Señor y  Zárate —los de su margen derecha—; este último conserva su dominio jurisdiccional hasta su desembocadura. Finalmente la margen izquierda es ocupada por el partido de Baradero.  

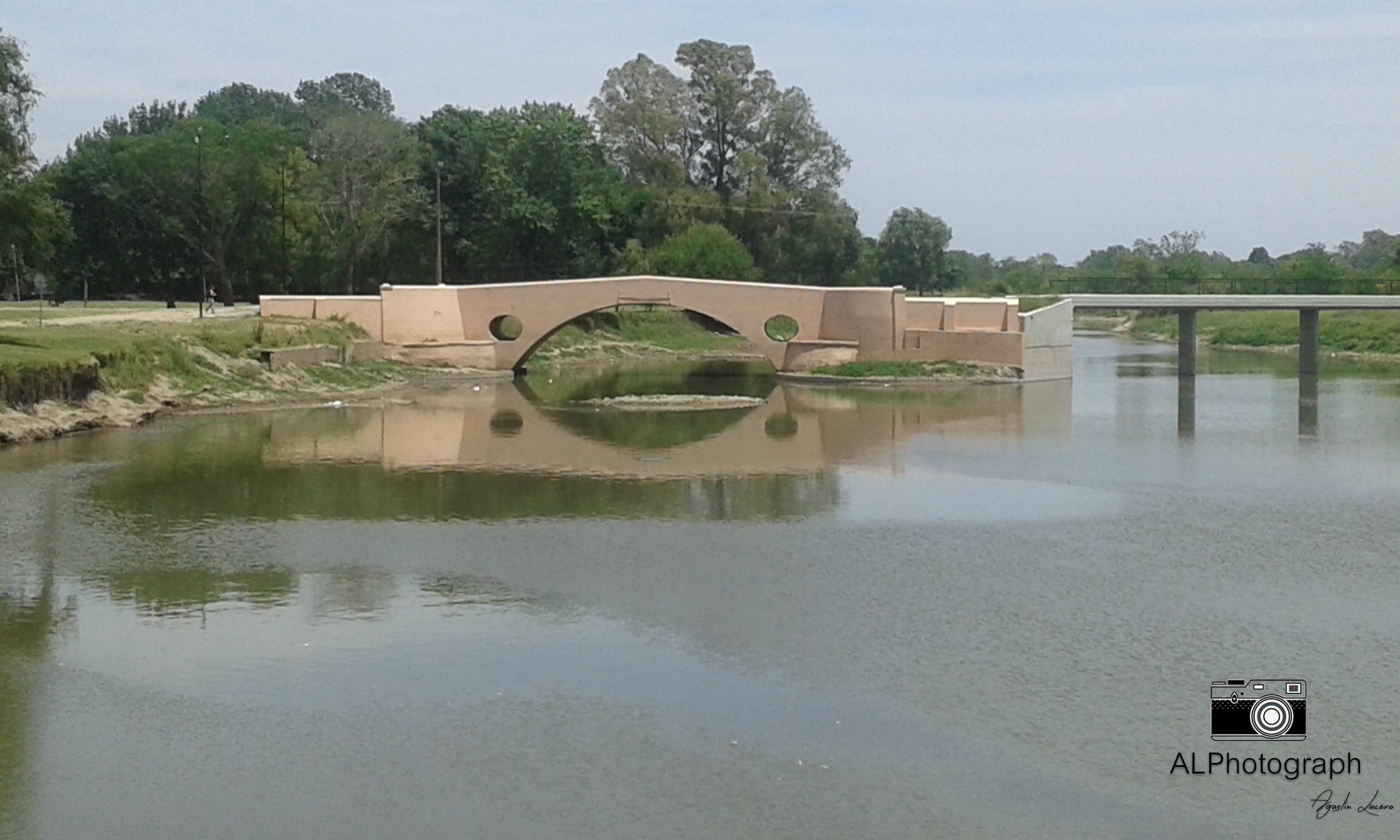
Río Areco frente a la ciudad de San Antonio de Areco.

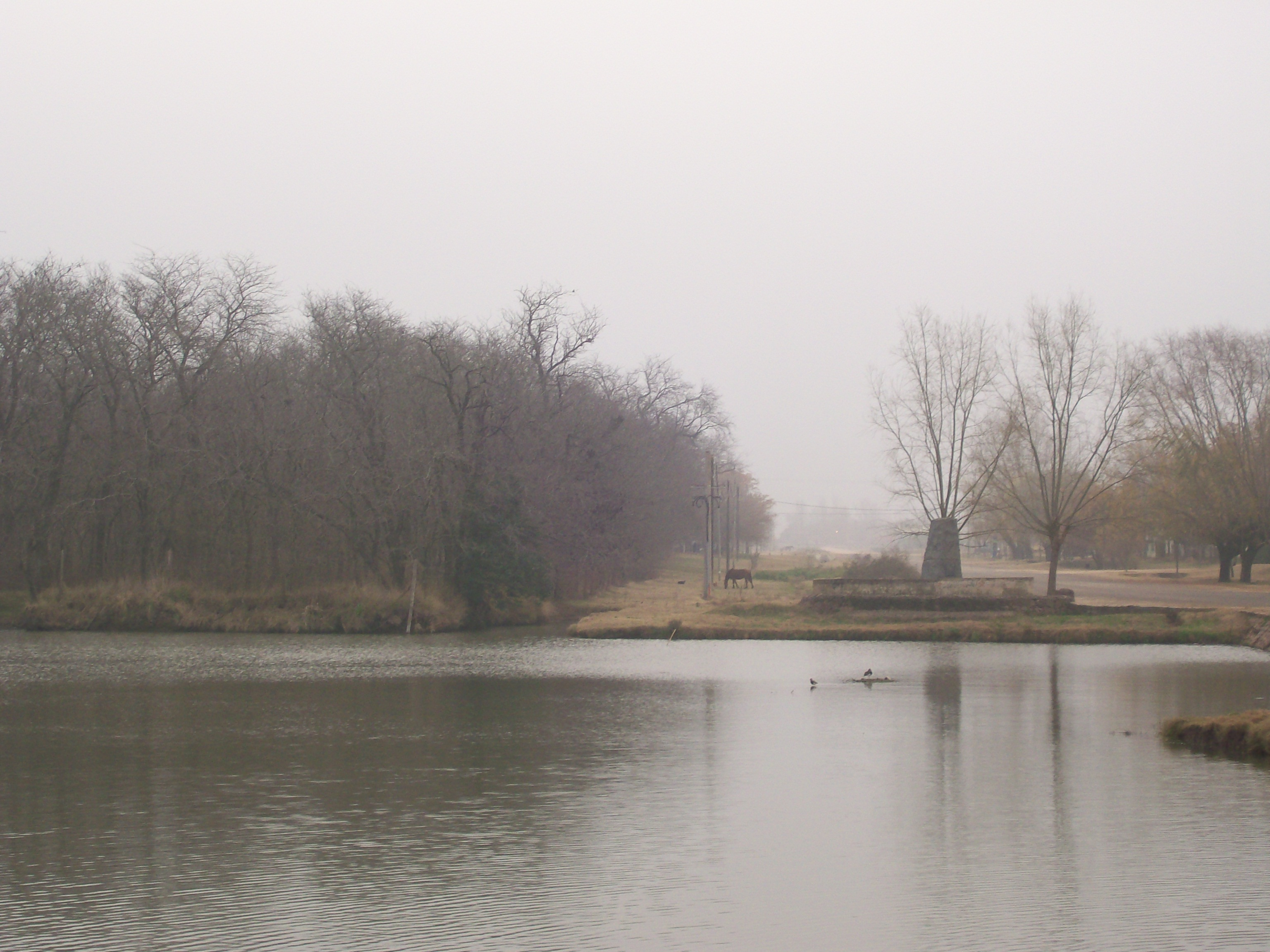
El río Areco frente a la ciudad de San Antonio de Areco.

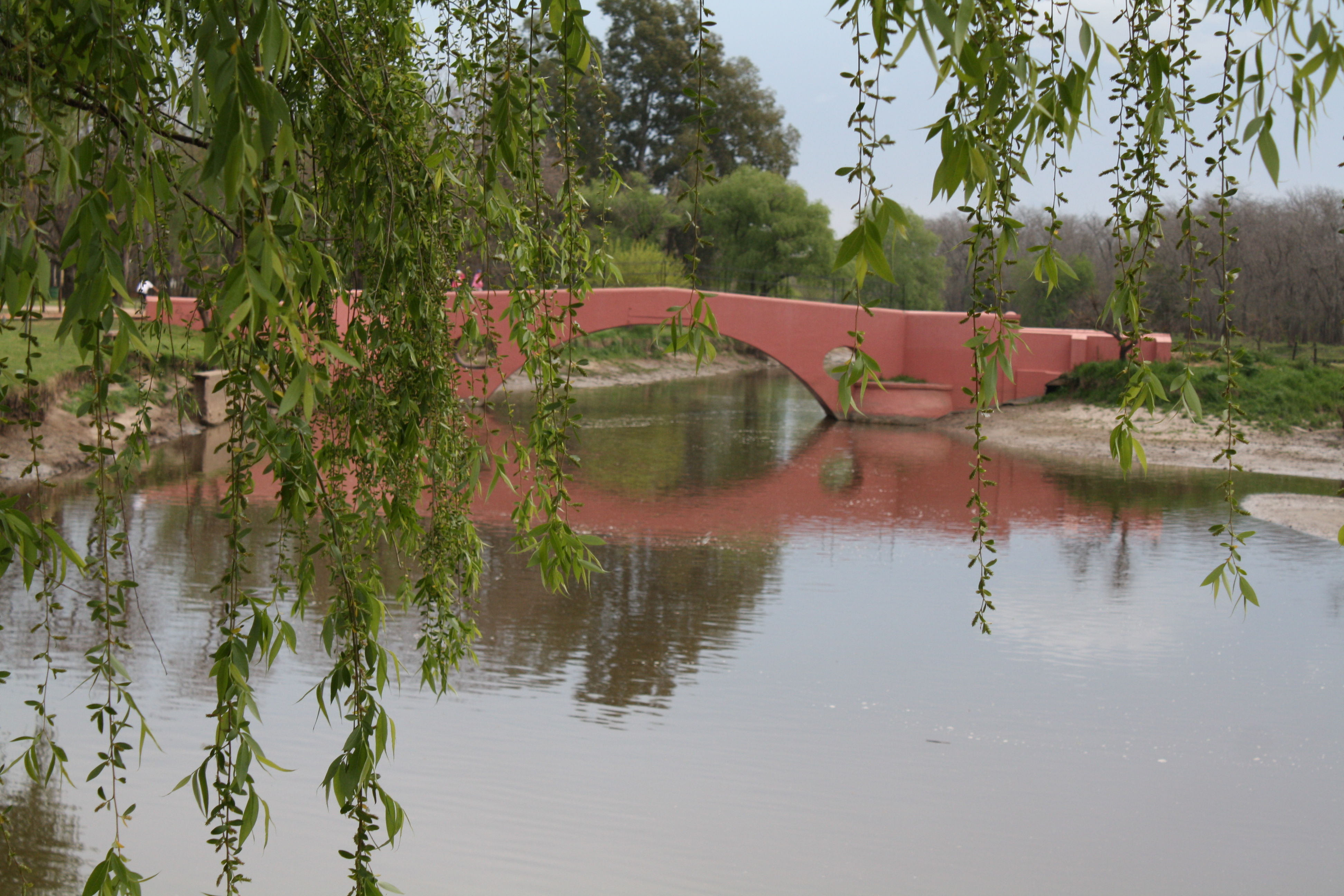
El río Areco frente a la ciudad de San Antonio de Areco.

## Características de su cuenca
Su cuenca tiene una superficie de unas 368 000 ha. Cubre sectores de numerosos municipios de la llamada pampa ondulada: Salto, Chacabuco, Carmen de Areco, Capitán Sarmiento, San Andrés de Giles, Exaltación de la Cruz, San Antonio de Areco, Baradero y Zárate. 
La cuenca del río Areco limita al Noroeste con la cuenca del río Arrecifes, al Sudoeste con la cuenca del río Salado y al Sudeste con las cuenca del río Luján.
El régimen pluvial se caracteriza por contar con precipitaciones de alrededor de 900 mm, las que se presentan siempre en forma de lluvia (salvo muy excepcionales nevadas), repartidas durante todo el año, si bien durante el invierno se produce una disminución de los acumulados.  
Los suelos presentan un alto nivel de fertilidad, por lo que el paisaje natural —compuesto por primigenios flechillales— ha sido transformado en casi su totalidad en tierras destinadas a cultivos (especialmente soja, maíz, girasol y trigo), quedando incluso la ganadería relegada a potreros bajos o áreas marginales.

## Características biológicas
Ecorregionalmente, sus aguas se incluyen en la ecorregión de agua dulce Paraná inferior; mientras que los terrenos de sus márgenes inmediatos se adscriben en la ecorregión terrestre  pampas húmedas; sólo en su desembocadura se presenta la ecorregión denominada: delta e islas del río Paraná.
Fitogeográficamente, la vegetación original de sus márgenes se incluye en el distrito fitogeográfico pampeano uruguayense de la provincia fitogeográfica pampeana.

## Inundaciones
En los últimos días del año 2009 se produjo una inundación originada en inusuales precipitaciones, cercanas a los 400 mm en la zona situada entre la ciudad de Carmen de Areco y San Antonio de Areco —250 mm sólo entre el 25 y la madrugada del 26 de diciembre—. La enorme creciente aumentó su capacidad de daño como fruto de los  terraplenes y puentes de las rutas 8 y 41, los que actuaron como endicamientos que obstruyeron la expedita evacuación de los excesos hídricos.
A fines de octubre de 2012 se repitió otra grave inundación.